# Sternarchorhynchus stewarti
Sternarchorhynchus stewarti és una espècie de peix pertanyent a la família dels apteronòtids.

## Descripció
- Pot arribar a fer 22,9 cm de llargària màxima.[4][5]

## Hàbitat
És un peix d'aigua dolça, bentopelàgic i de clima tropical.

## Distribució geogràfica
Es troba a Sud-amèrica: els rius del sud-est del Perú i de l'est de l'Equador.

## Observacions
És inofensiu per als humans.